# Íñigo Fernández de Velasco y Tovar
Íñigo Fernández de Velasco y Tovar (1520- Dueñas, 22 de julio de 1585), V condestable de Castilla, IV duque de Frías, VI conde de Haro, II marqués de Berlanga, XIV señor de Velasco y XII señor de Tovar fue un aristócrata y diplomático español que actuó como embajador en Roma, consejero de Estado, presidente del Consejo de Aragón, del Consejo de Italia y camarero mayor de Felipe II de España.

## Biografía
Era hijo de Juan Sánchez de Velasco y Tovar, I marqués de Berlanga, y Juana Enríquez de Rivera Portocarrero y Cárdenas. Contrajo matrimonio con Ana Ángela Águeda de Guzmán y Aragón, hija del VI duque de Medina Sidonia. Con ella tuvo a:
- Juan, que sucedió como VI condestable de Castilla, V duque de Frías etc.
- Pedro, que sucedió como III marqués de Berlanga.
- Ana María de Velasco y Aragón, que se casó con Juan Téllez-Girón y Guzmán, I marqués de Peñafiel y II duque de Osuna.
- Juana de Velasco y Aragón, camarera mayor de la reina. Se casó con Francisco Tomás de Borja Aragón y Centellas, VI duque de Gandía.
- Inés de Velasco y Aragón, casada con Gaspar de Zúñiga Acevedo y Velasco, V conde de Monterrey.
- Íñigo de Velasco y Tovar, casado con Ana de Herrera, II marquesa de Auñón.